# Parathyma leucothoe
Parathyma leucothoe är en fjärilsart som beskrevs av Carl von Linné 1764. Parathyma leucothoe ingår i släktet Parathyma och familjen praktfjärilar. Inga underarter finns listade i Catalogue of Life.